# Microlaimus typicus
Microlaimus typicus is een rondwormensoort uit de familie van de Microlaimidae.